# Lophopyrum
Lophopyrum es un género de plantas herbáceas de la familia de las poáceas. Es originario de la región del Mediterráneo hasta Irán.
Algunos autores los incluyen en los géneros Elymus, Elytrigia.

## Especies
- Lophopyrum caespitosum
- Lophopyrum corsicum
- Lophopyrum curvifolium
- Lophopyrum elongatum
- Lophopyrum flaccidifolium
- Lophopyrum haifense
- Lophopyrum nodosum
- Lophopyrum ponticum
- Lophopyrum scirpeum
- Lophopyrum sinuatum
- Lophopyrum turcicum